# ジョー・ホッジ
ジョゼフ・ショーン・ホッジ（英語: Joseph Shaun Hodge、2002年9月14日 - ）は、アイルランドとイングランドのサッカー選手。ポジションはMF。

## クラブ歴
マンチェスターに生まれ、マンチェスター・シティ EDSでサッカーを始めた。2021年にデリー・シティFCに期限付き移籍したが、負傷のために一試合も出場する事は出来なかった。
同年夏にウォルヴァーハンプトン・ワンダラーズFCに完全移籍 。2022年10月8日のチェルシーFC戦でプレミアリーグに出場し選手初出場となった。

## 代表歴
年代別代表ではイングランドとアイルランド双方での出場経歴があり、UEFA U-17欧州選手権2019とUEFA U-19欧州選手権2019にアイルランド代表として参加している。